# グレーター・アクラ州
グレーター・アクラ州（グレーター・アクラしゅう、英: Greater Accra Region）は、首都アクラを含むガーナの州のひとつである。

## 概要
グレーター・アクラ州はギニア湾に面しており、ガーナの州の中で面積は最小である。一方で人口は多く、2021年国勢調査によると約546万人である。人口増加が著しく、2010年国勢調査ではアシャンティ州に次いで2番目に多かったが、2021年国勢調査ではアシャンティ州を押さえて人口最多の州となった。

## 隣接州
- セントラル州
- イースタン州
- ヴォルタ州

## 郡
以下の6つの郡で構成されている。
- アクラ都市圏（Accra Metropolis District）
- Dangme East District
- Dangme West District
- Ga East District
- Ga West District
- Tema Municipal District